# Каріна Браянт
Каріна Браянт  (англ. Karina Bryant, 27 січня 1979) — британська дзюдоїстка, олімпійська медалістка.

## Виступи на Олімпіадах
| Олімпіада   | Дисципліна      | Місце  |
| ----------- | --------------- | ------ |
| Сідней 2000 | важка категорія | участь |
| Афіни 2004  | важка категорія | участь |
| Пекін 2008  | важка категорія | =14    |
| Лондон 2012 | важка категорія | =3     |